# Vernon Bourke
Vernon Bourke (North Bay, 1907 – 4 maggio 1998) è stato un filosofo canadese naturalizzato statunitense.
Membro della società accademica di fraternità Phi Beta Kappa, si propose come un filosofo cattolico neotomista, occupandosi soprattutto di filosofia morale e di etica, con particolare riferimento alle opere di Sant'Agostino e di San Tommaso d'Aquino.

## Biografia
Frequentò il St. Michael's College di Toronto, mostrando un interesse spiccato per la filosofia che lo portò a vincere la medaglia intitolata in onore del cardinale-filosofo Mercier. Conseguito il Bachelor of Arts nel 1928, fu ammesso alla School of Graduate Studies dell'Università di Toronto.
Fu uno dei primi studenti a frequentare il Pontificio Istituto di Studi medievali dell'ateneo, il centro presso il quale insegnò Jacques Maritain e dove Bourke conobbe Étienne Gilson.

Si laureò quindi nel 1929, mentre già da circa un anno era stato nominato docente di filosofia al St. Michael's College, nel quale si era formato e dove rimase fino al 1931 allorché ottenne una docenza all'Saint Louis University. In questi anni, divenne il primo allenatore della squadra universitaria di hockey su ghiaccio. Concluso il dottorato di ricerca nel '37, l'anno seguente divenne assistente di filosofia, quindi professore associato nel '42 e infine professore ordinario nel '46.
Due anni più tardi, sposò Janet, mancata nel '97, con la quale ebbe due figli e una famiglia di otto nipoti e due bisnipoti. Sempre nel '48, fu eletto presidente dell'American Catholic Philosophical Association (di orientamento neotomista) e membro onorario dell'Ordine di Sant'Agostino. Inoltre, fu un componente del Natural Law Board (Comitato per la Legge Morale Naturale) dell'Università di Notre Dame.
Rimase nell'ateneo di St. Louis fino al 1975, anno in cui lasciò la vita accademica. Si spense il 4 maggio 1998, all'età di 91 anni.

## Opere
- St. Thomas and the Greek Moralists
- Thomistic bibliography (2 voll.)
- Ethics: A Textbook in Moral Philosophy
- Ethics in Crisis

- Aquinas's Search for Wisdom
- Augustine’s Quest for Wisdom: Life and Philosophy of the Bishop of Hippo
- Augustine’s View of Reality
- History of Ethics (2 voll.)
- Joy in St. Augustine